# Blepephaeus sumatranus
Blepephaeus sumatranus là một loài bọ cánh cứng trong họ Cerambycidae.